# GIFT (Mr.Childrenの曲)
『GIFT』（ギフト）は、日本のバンド・Mr.Childrenの32枚目のシングル。2008年7月30日にトイズファクトリーより発売された。

## 概要
通常盤のみの1形態で発売。前作から約9か月ぶりのシングルで、3か月連続リリースの第1弾。
アートディレクターは森本千絵。森本は「『横断歩道を渡る人たち』を『ギフト』ボックスにして、リボンの『メビウスの輪』をかけるという、収録曲すべてを表現したジャケットになっています」と述べている。

## チャート成績
オリコンチャートで5thシングル『innocent world』から28作連続初登場1位を獲得したが、初動売上は19.4万枚で、17thシングル『I'LL BE』以来15作ぶりに20万枚を下回った。累計売上は34.0万枚。
2023年7月、表題曲「GIFT」の総ストリーム数が5000万回を突破。日本レコード協会よりゴールド認定を獲得した。

## 収録曲
| 全作詞・作曲: 桜井和寿、全編曲: 小林武史 & Mr.Children。 |                                           |          |            |      |
| #                                                        | タイトル                                  | 作詞     | 作曲・編曲 | 時間 |
| 1.                                                       | 「GIFT」                                  | 桜井和寿 | 桜井和寿   | 5:51 |
| 2.                                                       | 「横断歩道を渡る人たち」                  | 桜井和寿 | 桜井和寿   | 4:34 |
| 3.                                                       | 「風と星とメビウスの輪 (Single Version)」 | 桜井和寿 | 桜井和寿   | 4:05 |
| 合計時間:                                                | 合計時間:                                 | 14:30    |            |      |

## 楽曲解説
1. GIFT
  - NHK北京オリンピック・パラリンピック放送テーマソング[2]。
  - 2012年1月から資生堂『MAQuillAGE』CMソングにも起用された[6]。Mr.Childrenの楽曲が化粧品のCMソングとなるのは17thシングル『I'LL BE』以来約13年ぶりとなる。
  - 2022年4月からキリンビール「麒麟特製 豊潤レモンサワー」CMソングに起用されている[7]。
  - 桜井和寿にとって珍しく歌詞から書き始めた曲[8]。
  - シングルでは珍しくCメロではメンバー全員で歌っている。
  - 桜井は「栄光をつかめ!とか、勝利しろ!とか、そういう歌は書きたくないと思ったのと〈中略〉負けた選手の中にも、もっと言えばオリンピックの代表に選ばれなかった選手の中にも、さらにもっと言えばスポーツ選手じゃなくても、普通に家庭の中で一生懸命に主婦業をしている人とか、そういう人たちの中にも、金メダルにも勝るような輝きというのがあるわけで。そこをひっくるめて歌にできたらいいなと思って書いた。」[9]、「選手はきっと、声援を “GIFT” のように、プレゼントと感じるだろうし、僕らはテレビの向こう側で闘っている選手の姿を見て、勇気を与えられたりする。そういう、すべての人、全部を讃え合うような歌を作りたいな思った。」[10]、「ある晩トイレに起きた時に、“白か黒かってよく言われるけど、白と黒以外にもっときれいな色がたくさんあることをみんな知ってるはずなのになぁ…” みたいな歌詞をメモって寝たんですよ。その次の日に、スタッフから、オリンピックのテーマソングの話がある、って言われたんで。これは一つの縁だと。で、前の晩に思い付いた歌詞の断片をモチーフにして、作ろうと思った。」[8]と語っている。
  - つま恋で演奏することもイメージしていたという[11]。
  - ミュージック・ビデオの監督は丹下紘希が務めた。終盤に登場する虹はCGではなく意図して出現させた本物の虹で、神奈川県横須賀市のうみかぜ公園でロケが行われた。2008年12月10日発売の15thアルバム『SUPERMARKET FANTASY』の初回限定盤、2012年5月10日発売のベスト・アルバム『Mr.Children 2005-2010 <macro>』の初回限定盤、2018年3月21日発売のライブ・ビデオ『Mr.Children DOME & STADIUM TOUR 2017 Thanksgiving 25』に収録されている。このミュージック・ビデオは『SPACE SHOWER Music Video Awards 09』で「BEST CREATORS' CHOICE」を受賞した[12]。
  - 2014年に開催されたファンクラブ限定ツアー『Mr.Children FATHER & MOTHER 21周年ファンクラブツアー』の直前に行われた「会員が最もライブで聴きたい曲」アンケートでは30位に選ばれた[13]。
2. 横断歩道を渡る人たち
  - 桜井が実際によく通る通りで見た風景から作詞したという[14]。
3. 風と星とメビウスの輪(Single Version)
  - 15thアルバム『SUPERMARKET FANTASY』収録曲の別バージョンで、ピアノとボーカルのみで演奏している。桜井はシングルバージョンであることを強調したいため、タイトルに "Single Version" をつけた[15]。

## テレビ出演
発売年にはバンド初となるNHK紅白歌合戦の出演を果たした。
| 番組名                                                | 日付           | 放送局     | 演奏曲                     |
| ----------------------------------------------------- | -------------- | ---------- | -------------------------- |
| サンデースポーツ                                      | 2008年6月15日  | NHK        | GIFT                       |
| SONGS                                                 | 2008年7月23日  | NHK        | GIFT                       |
| MUSIC JAPAN                                           | 2008年7月24日  | NHK        | GIFT                       |
| 夏うた2008                                            | 2008年7月26日  | NHK        | GIFT 少年                  |
| ミュージックステーション                              | 2008年8月1日   | テレビ朝日 | GIFT                       |
| COUNT DOWN TV                                         | 2008年8月2日   | TBS        | GIFT                       |
| MUSIC JAPAN                                           | 2008年8月6日   | NHK        | GIFT                       |
| 音楽戦士 MUSIC FIGHTER                                | 2008年8月8日   | 日本テレビ | GIFT                       |
| CDTVスペシャル! 15周年プレミアライブ                  | 2008年9月24日  | TBS        | innocent world GIFT HANABI |
| Music Lovers                                          | 2008年12月7日  | 日本テレビ | 花 -Mémento-Mori- GIFT     |
| SONGS                                                 | 2008年12月10日 | NHK        | GIFT HANABI エソラ 少年    |
| 僕らの音楽                                            | 2008年12月12日 | フジテレビ | GIFT エソラ                |
| HAPPY Xmas SHOW! あなたのリクエストとつながる音楽番組 | 2008年12月23日 | 日本テレビ | GIFT エソラ                |
| ミュージックステーションスペシャル スーパーライブ2008 | 2008年12月26日 | テレビ朝日 | GIFT HANABI                |
| 第59回 NHK紅白歌合戦                                  | 2008年12月31日 | NHK        | GIFT                       |
| ミュージックステーション                              | 2022年5月13日  | テレビ朝日 | GIFT 生きろ                |

## ライブ映像作品
GIFT
| 作品名                                                       |
| ------------------------------------------------------------ |
| ap bank fes '08                                              |
| Mr.Children Tour 2009 〜終末のコンフィデンスソングス〜       |
| Mr.Children DOME TOUR 2009 SUPERMARKET FANTASY IN TOKYO DOME |
| MR.CHILDREN TOUR POPSAURUS 2012                              |
| Mr.Children DOME & STADIUM TOUR 2017 Thanksgiving 25         |
| Mr.Children 30th Anniversary Tour 半世紀へのエントランス     |

横断歩道を渡る人たち
| 作品名                             |
| ---------------------------------- |
| Mr.Children / Split The Difference |
| Mr.Children Tour 2011 SENSE        |

## 収録アルバム
- 『SUPERMARKET FANTASY』（#1、#3 共にアルバムバージョン）
- 『Mr.Children 2005-2010 <macro>』（#1、アルバムバージョン）
- 『Mr.Children 2003-2015 Thanksgiving 25』（#1）
- 『Mr.Children 2015-2021 & NOW』（#1）(Liveバージョン)

## カバー
- GIFT
  - マーティ・フリードマン（2009年、アルバム『TOKYO JUKEBOX』、ギターインストによるカバー。）
  - 島津亜矢（2021年、アルバム『SINGER 7』）